# بيرت رايت (لاعب كريكت)
بيرت رايت (بالإنجليزية: Bert Wright)‏ (2 ديسمبر 1926 بملبورن في أستراليا - 20 نوفمبر 1994 في أستراليا) هو لاعب كريكت أسترالي. لعب مع فريق فكتوريا للكريكت.

## وصلات خارجية
- بيرت رايت (لاعب كريكت) على موقع إي آس بي آن كريك إنفو (الإنجليزية)